# Gôh-Djiboua
Gôh-Djiboua is een district van Ivoorkust met als hoofdstad Gagnoa. Het district heeft een oppervlakte van 17.580 km² en telde in 2014 1.605.286 inwoners.
Het district werd opgericht na de bestuurlijke herindeling van 2011. 

## Grenzen
Het district grenst aan de Ivoriaanse districten Bas-Sassandra, Sassandra-Marahoué, Yamoussoukro, Lacs en Lagunes. 

## Regio's
Het district is verder opgedeeld in twee regio's:
- Gôh
- Lôh-Djiboua

## Klimaat
Het district heeft een tropisch savanneklimaat (Aw volgens de klimaatclassificatie van Köppen-Geiger), met de meeste neerslag in de winter.